# Femoralna kila

Bedrena kila ili femoralna hernija (lat. Hernia femoralis) je protruzija sadržaja trbušne šupljine kroz femoralni kanal. Nalazi se ispod ingvinalnog ligamenta u blizini femoralnih krvnih žila i živaca. Rjeđe se pojavljuje od preponske kile, a češća je kod žena nego kod muškaraca. Ponekad se zamjeni s preponskom kilom pa bude uzrok neuspjeha operativnog tretmana činjenica da kirurg nije primijetio femoralnu kilu u toku operacije nego je samo napravio plastiku stražnjeg zida preponskog kanala.

## Etiologija
Uzrok femoralne kile je anatomski slaba točka u području kuda prolaze glavne krvne žile i živci za nogu. To su femoralna arterija (lat. arteria femoralis) i femoralna vena (lat. vena femoralis) i femoralni živac (lat. nervus femoralis).

## Simptomi i klinički znaci
Preponska kila pojavljuje se kao ispupčenje ili kvrga u preponi obično ispod ingvinalnog ligamenta čija se veličina mijenja ovisno o položaju pacijenta. Ako pacijent leži na leđima kila može biti nezamjetljiva. Stoga se pacijent uvijek pregleda u stojećem položaju. U određenom broju slučajeva kada je kilni prsten uzak kila se teško ili nikako ne može potpuno reponirati (vratiti sadržaj u trbuh). Sadržaj kilne vreće može biti tanko ili debelo crijevo, trbušna maramica ili čak i crvuljak (Appendix vermiformis). Ako se sadržaj ne može reponirati a time je ugrožena opskrba krvlju ukliještenih crijeva može doći do gangrene crijeva. Može doći i do zastoja rada crijeva zbog vanjske pritiskanja kilnog prstena i pojave ileusa (zapetljaj crijeva). Ovo je češći slučaj nego kod preponske kile. Bol je čest simptom iako nije naglašen osim kada dođe do ukliještenja. Ovo je indikacija za hitnu operaciju koja nosi veći operativni rizik od elektivne operacije (planirana operacija s pripremom bolesnika).

## Tretman

### Kirurški tretman
Operacija kile podrazumijeva ojačanje zidova kanala. Starije tehnike podrazumijevale su šivanje rubova kanala. Sada se primjenjuju tehnike s polipropilenskom mrežicom koja pojačava najdublju fasciju (fascia transversalis) i ne stvara dodatno zatezanje trbušnog zida. Posljedica toga je manji bol i manja šansa recidiva (ponovljena kila). Tension free tehnika označava da nema natezanja zidova trbuha. Operacija se može izvesti s prednjim pristupom gdje je rez na koži preponskog područja ili laparoskopski gdje se pristupa preperitonealno i mreža koja je obično veća nego kod klasične metode postavlja se ispod peritoneuma. Izravan kontakt mrežice s crijevima se izbjegava zbog stvaranja priraslica koje mogu izazvati zapetljaj crijeva i učiniti buduće operativne zahvate mnogo težima ako budu potrebni. Laparoskopske metode rješavaju istodobno i preponsku i femoralnu kilu ako se pojave istodobno jer su pokriveni mrežicom izlazi preponskog i femoralnog kanala.  
Postoje dva tipa laparoskopskih operacija približno iste vrijednosti. Prvi tip podrazumijeva ulazak u trbušnu duplju i otvaranje preperitonealnog prostora dok se kod drugog tipa balonom napravi prostor u koji se ubacuje mrežica. Ove operacije zahtijevaju opću anesteziju dok se klasične operacije mogu raditi u lokalnoj ili spinalnoj anesteziji. Tada pacijent može kašljanjem povećati pritisak u trbušnoj šupljini omogućiti kirurgu da vidi mjesto gdje se kila nalazi.

### Konzervativni tretman
Nošenje specijalnih pojaseva može olakšati simptome kile. Pojasevi ne mogu izliječiti kilu a primjenjuju se obično kod ljudi koji nisu kandidati za operativni tretman najčešće zbog lošeg zdravstvenog stanja.

## Postoperativni tijek
Postoperativno pacijenti moraju izbjegavati fizičko naprezanje dokle god traje stvaranje ožiljka i zarastanje tkiva. Nakon nekoliko mjeseci pacijent može obavljati sve normalne životne aktivnosti. Ekstremni fizički napori moraju se izbjegavati.

## Recidivi
Recidiv označava povratak neke bolesti. Recidivi femoralne kile su rijetki ako se ugradi mrežica. Često se pojavljuju u slučaju takozvane "missed hernia" (previđena kila) kada kirurg previdi postojanje femoralne kile misleći da se radi samo o preponskoj kili.

## Također pogledajte
- Hernia inguinalis
- Hernia umbilicalis
- Hernia incisionalis (kila nakon operativnog reza)
- Hernia epigastrica
- Hernia lumbalis
- Hernia hiatalis

## Vanjske poveznice
- About Inguinal Hernias
- Post Herniorrhaphy Pain Syndrome

|  | Molimo pročitajte upozorenje o korištenju medicinskih informacija. Ne provodite liječenje bez savjetovanja s liječnikom! |